# Lamprophyllum micans
Lamprophyllum micans är en insektsart som beskrevs av Morgan Hebard 1924. Lamprophyllum micans ingår i släktet Lamprophyllum och familjen vårtbitare. Inga underarter finns listade i Catalogue of Life.